# مجلس الأمة الكويتي

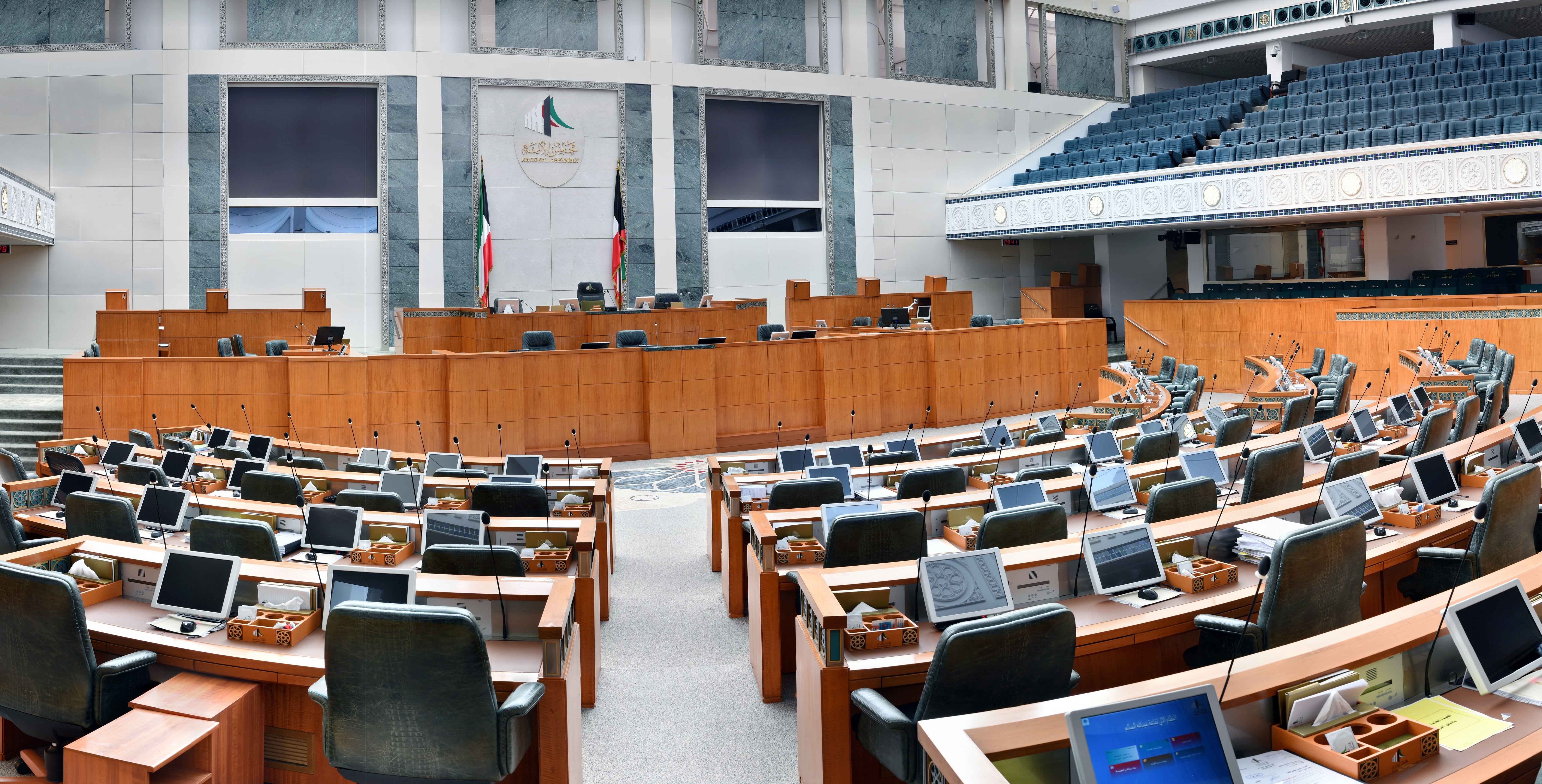
قاعة عبدالله السالم في مجلس الأمة

مجلس الأمة الكويتي هو السلطة التشريعية في دولة الكويت يتكون من 50 عضوًا ينتخبهم الشعب، ويعد وزراء الحكومة من غير المنتخبين لمجلس الأمة أعضاء في المجلس بحكم مناصبهم ، ويشترط الدستور الكويتي ألا يزيد عدد الوزراء عن ثلث عدد النواب (أي أن لا يزيد عن 16 وزيرًا)، ويحسب رئيس مجلس الوزراء ضمن العدد المذكور للوزراء فيعد رئيس الوزراء بذلك عضواً في مجلس الأمة بحكم منصبه. ووفقاً للدستور فأنه يجب على الأقل تعيين عضو واحد من الأعضاء المنتخبين وزيراً فيكون في هذه الحالة وزيرًا في السلطة التنفيذية ونائبًا في السلطة التشريعية ويُسمى في هذه الحالة محللا، ويجوز تعيين أكثر من عضو من أعضاء المجلس المنتخبين وزيراً.

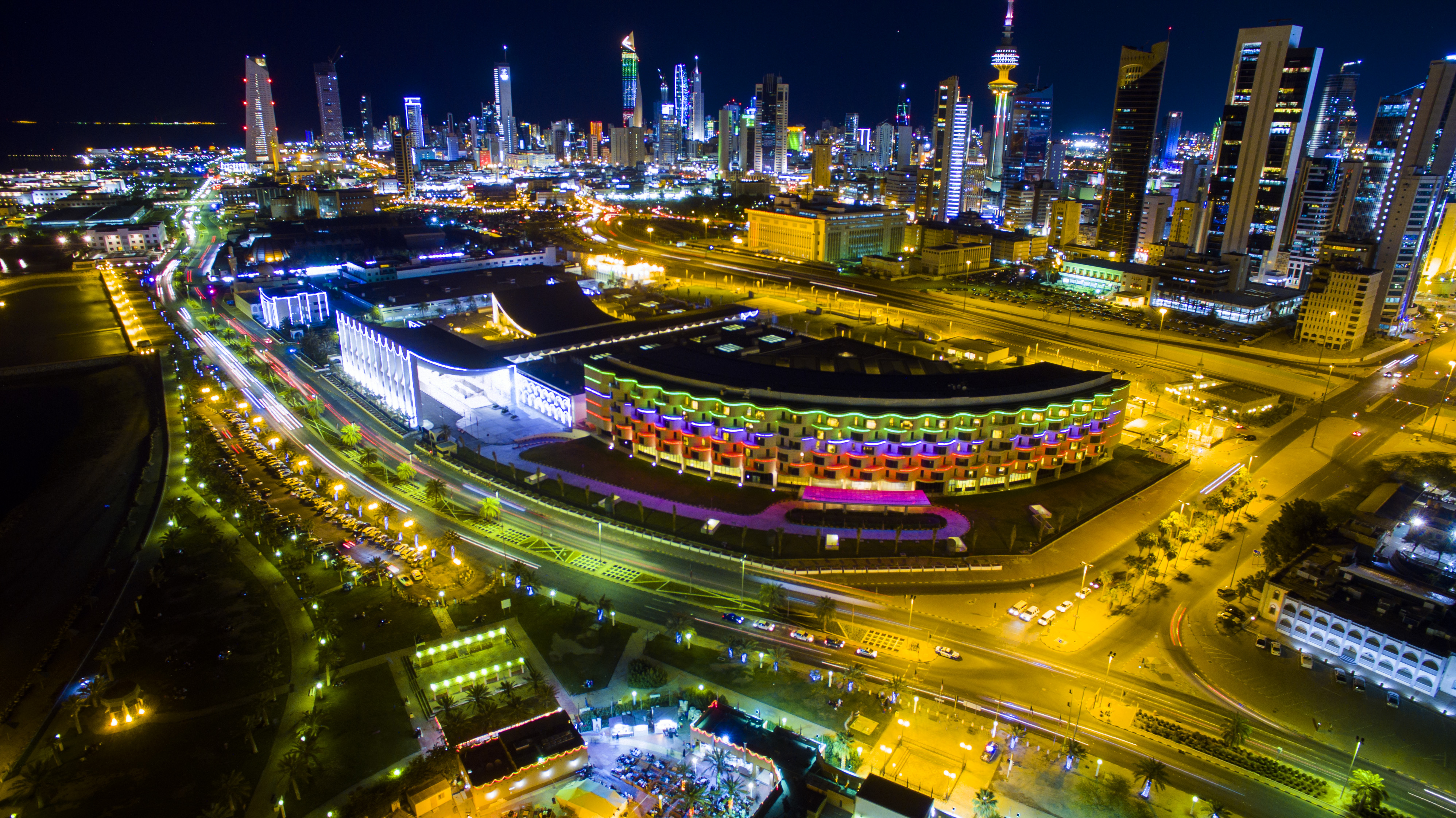
مبنى مجلس الأمة الكويتي

## نظام المجلس

### تكوين المجلس
يتألف مجلس الأمة من خمسين عضوا موزعون في خمسة دوائر انتخابية، يُنتَخَبون بطريقة الانتخاب العام السري المباشر وفقا لقانون الانتخاب. ويعتبر الوزراء غير المنتخبين بمجلس الأمة أعضاء في المجلس بحكم وظائفهم ولا يزيد عدد الوزراء جميعا على ثلث عدد أعضاء مجلس الأمة. مدة مجلس الأمة أربع سنوات ميلادية من تاريخ أول اجتماع لـه ويجري التجديد خلال الستين يوما السابقة على نهاية تلك المدة. والكويت حاليا مقسمة إلى 5 دوائر يتم انتخاب 10 نواب عن كل دائرة وكان لكل ناخب الحق بالتصويت لأربعة مرشحين حتى نهاية عام 2012, ومن بعدها أصبح حق التصويت مقتصرا على صوت واحد لكل مواطن كويتي من كلا الجنسين، ويحق للمواطن متى ما أتم عمره 21 سنة أن ينتخب، ولا يحق للعسكريين أن ينتخبوا باستثناء أفراد الحرس الوطني.

### الحصانة البرلمانية
لضمان استقلال أعضاء مجلس الأمة وحماية لهم ضد أنواع التهديد والانتقام سواء من جانب السلطات أو من جانب المجتمع أو من جانب الأفراد فإن لأعضاء مجلس الأمة حصانة، وهي تنقسم إلى نوعين، حصانة موضوعية وحصانة إجرائية، والحصانة الموضوعية هي عدم مسؤولية أعضاء المجلس عن الأقوال أو الأفكار أو الآراء التي تصدر منهم أثناء ممارستهم لوظائفهم البرلمانية، أما الحصانة الإجرائية فتعني عدم جواز اتخاذ أي إجراءات جنائية ضد أي من أعضاء مجلس الأمة في غير حالة التلبس بالجريمة إلا بعد إذن المجلس ، ولكي تتم رفع الحصانة البرلمانية عن نائب في مجلس الأمة يجب طلب إذن من مجلس الأمة من قبل وزير العدل، ويجب أن تشكل لجنة من قبل مجلس الأمة ليعرض فيها النائب المراد رفع الحصانة عنه ليدلي بأقواله ، وقد تم تقديم طلبات رفع الحصانة البرلمانية عن عدد من الأعضاء في المجلس:
- كانت أول حالة في 11 مايو 1971 للعضو عبد العزيز فهد المساعيد الذي كان يرأس تحرير جريدة الرأي العام حيث اتهمه رئيس تحرير جريدة السياسة أحمد الجار الله بالقذف، وقد تم الاتفاق على رفع الحصانة بأغلبية 21 نائبا
- والحالة الثانية في 26 يونيو 1971 للعضو سامي أحمد المنيس بصفته رئيس تحرير جريدة الطليعة بسبب نشره عدد من المقالات، وقد تمت الموافقة على رفع الحصانة بأغلبية 34 نائبا
- والحالة الثالثة في 26 يونيو 1971 للنائب خالد مسعود الفهيد بصفته رئيس تحرير مجلة الرائد حول نشرة لمقالات في مجلة الرائد وقد تمت الموافقة بأغلبية 36 نائبا
- والحالة الرابعة في 23 يونيو 1973 للنائب سامي أحمد المنيس بصفته رئيس تحرير جريدة الطليعة حول نشرة عدد من المقالات وقد تمت الموافقة بأغلبية 26 نائبا
- والحالة الخامسة في 19 فبراير 1974 للنائب خالد مسعود الفهيد بتهمة اعتداءه على رجل أمن، وقد تم تعليق القرار لعدم اكتمال النصاب ورفعت الحصانة تلقائيا بعد ذلك
- والحالة السادسة في 3 يناير 1975 للنائب عبد العزيز فهد المساعيد صاحب امتياز جريدة الرأي العام بتهمة القذف والسب للنائب أحمد محمد الخطيب، وقد تم رفع الحصانة بموافقة 49 نائب من أصل 50 نائبا
- والحالة السابعة في 8 نوفمبر 1983 للنائب جاسر الجاسر بسبب توجيهه اتهامات لمسؤولي البلدية، ولم تتم الموافقة على رفع الحصانة ب28 صوت من أصل 49 نائبا
- والحالة الثامنة في 28 يناير 1986 للنائب سامي أحمد المنيس بصفته رئيس تحرير جريدة الطليعة بسبب نشر مقالة يمس بكرامة شخص، وقد رفض الطلب بأغلبية 33 نائب وموافقة 12 نائب
- والحالة التاسعة في 15 فبراير 1994 للنائب أحمد الشريعان بسبب دخول منطقة محظورة والاعتداء على رجل أمن وقد تمت الموافقة بأغلبية 36 صوتا من أصل 53 نائب
- والحالة العاشرة في 22 فبراير 1994 للنائب خالد العدوة بسبب شكوى مرفوعة من خمسة من أعضاء الهيئة التدريسية في جامعة الكويت بتهمة القذف، ولم تتم الموافقة برفض 26 نائب من أصل 45 نائب [3]...
- والحالة الحادية عشر في 21 يناير 2014 للنائب صفاء الهاشم بسبب شكوى سب وقذف مرفوعة من قبل مبارك الدويلة، وقد تمت الموافقة بأغلبية 40 صوتاِ.[4]
- والحالة الثانية عشر في 21 يناير 2014 للنائب فيصل الدويسان بسبب اتهامة لشركة كندية بأنها إسرائيلية، وقد تمت الموافقة بأغلبية أعضاء الحاضرين.[5]

### حل المجلس
يحق للأمير حل مجلس الأمة، وهو بمثابة إقالة جميع أعضاء البرلمان ، وكان دستور الكويت قد أقر حق حل المجلس في المادتين 102 و107، حيث تنص المادة 102 من الدستور على:
وتنص المادة 107 على:
ومن خلال المادتين فإن حل المجلس يجب أن يكون بمرسوم أميري يبين أسباب الحل للشعب، وأنه لا يجوز حل مجلس الأمة للأسباب نفسها مرة أخرى، وإذا تم حل مجلس الأمة فإنه تجب الدعوة لإقامة انتخابات في مدة أقصاها شهرين من تاريخ الحل، ولا يجوز حل المجلس في فترة إعلان الأحكام العرفية.
و قد حُلَّ مجلس الأمة أحد عشر مرة، مرتان منهم (1976 و1986) حَل غير دستوري وتوقف العمل ببعض مواد الدستور.
- كان الحل الأول للمجلس عام 1976 في عهد الشيخ صباح السالم الصباح، وكان هذا هو الحل غير الدستوري الأول. وجاء نتيجة لتراكم مشاريع القوانين وتأزم الموقف بين الحكومة والمجلس. وأعلن عن حل المجلس في 29 أغسطس 1976 وأصدر الشيخ صباح السالم الصباح أمراً أميرياً جاء فيه: «وقف العمل باحكام المواد 56 فقرة 3 و107 و174 و181 من الدستور الصادر في الـ12 من نوفمبر عام 1962».
- وجاء الحل الثاني - و هو الحل غير الدستوري الثاني - في 3 يوليو 1986 نتيجة التصعيد بين الحكومة والمجلس وتقديم مجموعة من الاستجوابات في نفس اليوم، وتعطلت الحياة البرلمانية حتى مجلس عام 1992، ونتج من هذا الحل تجمعات دواوين الأثنين المطالبة بعودة الحياة البرلمانية.
- وحُل المجلس لمرة ثالثة -الأولى دستورياً- في 4 مايو 1999.
- وشهد المجلس الحل الرابع في 21 مايو 2006 نتيجة التصعيد والصدام بين المجلس والحكومة في قضية تقليص عدد الدوائر الانتخابية وتقديم استجواب لرئيس الوزراء بخصوص هذه القضية.
- وكان الحل الخامس في 19 مارس 2008، والسادس في 18 مارس 2009، وكانا بسبب التصعيد السياسي بين النواب والحكومة وكثرة الاستجوابات.
- وجاء الحل السابع في 7 أكتوبر 2012 نتيجة تعذر عقد جلسات مجلس الأمة 2009 بعد عودته بحكم من المحكمة الدستورية بعد أبطالها لمجلس الأمة (فبراير 2012)حيث سبق وان صدر مرسوماً بحل مجلس مجلس الأمة 2009 في 6 ديسمبر 2011 نتيجة فضيحة رشاوي النواب وكثرة الاستجوابات الموجهة لرئيس الحكومة والوزراء الشيوخ وحادثة اقتحام مجلس الأمة وجاء على أثر ذالك مجلس الأمة (فبراير 2012) لكن المحكمة الدستورية في 20 فبراير 2012 قررت إبطال مجلس الأمة (فبراير 2012) وعودة مجلس الأمة 2009 كأن الحل لم يكن.[8]
- وجاء الحل الثامن لمجلس الأمة في أكتوبر 2016 وفقا للمادة 107 من الدستور.
- وجاء الحل التاسع لمجلس الأمة في 1 مايو 2023 نزولاً واحتراماً للإرادة الشعبية وصوناً للمصالح العليا للبلاد.
- وجاء الحل العاشر في 15 فبراير 2024 بسبب تجاوز للثوابت الدستورية في إبراز الاحترام الواجب للمقام السامي وتعمد استخدام العبارات الماسة غير المنضبطة.[9][10][11]
- وجاء الحل الحادي عشر في 10 مايو2024 قبل ان يعقد المجلس المنتخب جلسته الأولى المؤجلة اذ صدر في 8 أبريل المرسوم الأميري رقم (67) لسنة 2024 بتأجيل اجتماع مجلس الأمة إلى 14 مايو بدلا من 17 أبريل، مستندا للمادة 106 من الدستور التي تجيز للأمير تأجيل اجتماعات البرلمان لمدة لا تتجاوز شهرا،[12] وقد أعلن أمير الكويت الشيخ مشعل الأحمد الجابر الصباح حل مجلس الأمة ووقف بعض مواد الدستور لمدة لا تزيد عن 4 سنوات بموجب أمر أميري.[13] وأكد الأمير في خطاب بثه تلفزيون الكويت أن هذا القرار «جاء بعد أن وصل التمادي إلى حدود لا يمكن القبول بها أو السكوت عنها، لافتاً إلى أنه كانت هناك مصاعب وعراقيل لا يمكن تحملها»، مشيراً إلى أن الفترة الأخيرة شهدت سلوكيات وتصرفات مخالفة للدستور، منها محاولة البعض التدخل باختيار ولي العهد وهو حق خاص بالأمير. كما أوضح الأمير أن هناك من حاول تعطيل مصالح البلاد فوصل التمادي ببعض نواب المجلس إلى التدخل في صميم اختصاصات الأمير.[14] وقال الأمير في خطابه: «لن أسمح على الإطلاق بأن تُستغل الديمقراطية لتحطيم الدولة». وقد جاء حل المجلس على وقع خلافات مستمرة بين السلطتين التنفيذية والتشريعية.[15]، حيث أعلن الأمير قرار حلّ المجلس الذي انتُخب مطلع أبريل 2024 قبل أيام قليلة من موعد افتتاح أعماله، وبعد تعذُّر رئيس الوزراء من تشكيل الحكومة التي رفض نواب المشاركة فيها. وقد نص أمر الحل على أن الأمير ومجلس الوزراء هما من سيتوليان اختصاصات مجلس الأمة في خلال هذه الفترة. ويعتبر هذا التعليق الثالث في تاريخ الحياة السياسية في الكويت، حيث سبق أن اتُخذ إجراء مشابه لأول مرة عام 1976، ومرة أخرى عام 1986، وفي المرتين السابقتين تمت العودة للعمل بدستور عام 1962.[16]

### الاستجوابات
الاستجواب هو أحد أدوات الرقابة التي أعطاها الدستور للسلطة التشريعية لرقابة أعمال السلطة التنفيذية، ونصت المادة 100 من الدستور بأنه «لكل عضو من أعضاء مجلس الأمة أن يوجه إلى رئيس مجلس الوزراء وإلى الوزراء استجوابات عن الأمور الداخلة في اختصاصاتهم ولا تجري المناقشة في الاستجواب إلا بعد ثمانية أيام على الأقل من يوم تقديمه، وذلك في غير حالة الاستعجال وموافقة الوزير»، وحسب اللائحة الداخلية لمجلس الأمة فإن الاستجواب يقدم بكتاب إلى رئيس المجلس لتوضيح أسباب الاستجواب والأمور التي سيتم تناولها فيه ، ويستطيع ثلاثة أعضاء بحد أقصى تقديم استجواب إلى وزير واحد ، وفور تقديم الاستجواب يبلغ رئيس مجلس الأمة رئيس مجلس الوزراء أو الوزير المختص بهذا الاستجواب ويدرج في جدول أعمال أول جلسة قادمة لتحديد موعد النقاش، ولا تتم المناقشة قبل مرور ثمانية أيام على تقديم الاستجواب إلا في حالة الاستعجال وموافقة الوزير ، ويجوز للوزير المقدم ضده طلب بالاستجواب طلب فترة أسبوعين على الأكثر لتأجيل الاستجواب ، وتبدأ مناقشة الاستجواب بشرح المستجوب لأسباب استجوابه، ثم يجيب الوزير عليه، وبعدها يتحدث الأعضاء المؤيدون والمعارضون للاستجواب، ولا يجوز قفل باب المناقشة قبل أن يتحدث ثلاثة على الأقل من كل جانب، وبعد الانتهاء من مناقشة الاستجواب يعرض رئيس المجلس الاقتراحات التي قدمت له بشأن الاستجواب، وإذا لم تقدم اقتراحات يتم الإعلان عن انتهاء المناقشة ، ويسقط الاستجواب في عدد من الحالات، فيستطيع النائب مقدم الاستجواب سحب استجوابه، وإذا غاب النائب المقدم للاستجواب عن الجلسة المخصصة لمناقشة الاستجواب ما لم يتبن الاستجواب نائب آخر، وإذا تخلى الوزير المستجوب عن منصبه قبل الاستجواب، وإذا انتهت عضوية النائب مقدم الاستجواب لأي سبب من الأسباب، أو إذا انتهى الفصل التشريعي أما إذا انتهى دور الانعقاد فإنه الاستجواب لا يسقط بل ينظر إليه المجلس في دور الانعقاد التالي.
ويستطيع النواب طلب طرح الثقة بالوزراء، ولا يستطيعون أن يطرحوا الثقة في رئيس مجلس الوزراء الذي يستطيعون أن يقرروا عدم إمكانية التعاون معه، ويستطيع النواب طلب طرح الثقة إلا بطلب موقع من 10 نواب أو بناء على طلب الوزير، ولا يجوز للمجلس إصدار قراره في طرح الثقة إلا بعد مرور سبعة أيام على تقديمه، ويكون طرح الثقة بأغلبية الأعضاء في المجلس ما عدا الوزراء، ويعتبر الوزير المطروحة الثقة فيه مستقيلا من الوزارة، ويعود إلى مجلس الأمة إذا كان عضوا فيه قبل قبوله الوزارة.
عدد الاستجوابات مُنذ سنة 1963 حتى شهر يونيو 2020 177 استجواب، بمعدل ثلاث استجوابات كل سنه، لم يتم طرح الثقة في أي وزير. وكل الاستجوابات تنتهي أما بتجديد الثقة بالوزير من قبل الاعضاء أو تنتهي دون تقديم أي طلبات ويتم الاكتفاء بالمرافعة أو يتم استقالة الوزير قبل الاستجواب.

## مبنى مجلس الأمة
افتتح مبنى مجلس الأمة الحالي في 23 فبراير 1986 برعاية الشيخ جابر الأحمد الصباح، وقد بلغت كلفته الإجمالية 25 مليونا و869 ألف دينار كويتي، وكان افتتاح المجلس يواكب احتفالات الكويت في العيد الوطني الخامس والعشرين، وحضر الافتتاح رؤساء مجالس الأمة السابقين وعدد من الأعضاء السابقين وعدد من الوزراء السابقين وعدد من رؤساء البرلمانات العربية، وصمم المبنى نفس مصمم مبنى دار أوبرا سيدني الدنماركي يورن أوتسون، ويضم المبنى القاعة الرئيسية للمجلس  المسماة باسم قاعة عبد الله السالم نسبة إلى الشيخ عبد الله السالم الصباح وتتسع القاعة إلى قرابة الألف شخص، ويضم المبنى مكاتب للنواب ومكتبة، وقد ألقى رئيس مجلس الأمة آن ذاك أحمد عبد العزيز السعدون كلمة قال فيها: «إننا نعيش هذه الأيام موسم الأعياد التي جسدت مسيرة الديمقراطية خلال حقبة بلغت نيفا وعشرين عاما حفلت بالعديد من الإنجازات التي حققتها صلابة العزم وقوة الإرادة في سباق مع الزمن ومع متغيرات العصر بطفرات واسعة وثابتة أثرت الماضي بتقاليد دستورية عريقة وعمل نيابي جم المنجزات»، وقال الرئيس السابق لمجلس الأمة عبد العزيز حمد الصقر: «إن الأعمدة الحقيقية التي يقوم عليها هذا المجلس هي الصدق في التعبير عن ضمير الشعب والحكمة في الموازنة بين الطموحات والإمكانات والإصرار على أن تكون مصلحة الكويت هي المعيار الأول والأوحد في كل حوار وفي كل قرار» ، وقد تمت إضافة عدد من التعديلات على القاعة الرئيسية في مجلس الأمة لمواكبة العصر، فتمت إضافة أجهزة الكمبيوتر لجميع النواب ولوحة للتصويت الإلكتروني.

## تاريخ المجلس

### الفترة الأولى (1963–1985)
- مجلس 1963: تم تقديم استجواب إلى وزير الشؤون الاجتماعية والعمل عبد الله مشاري الروضان من قبل محمد أحمد الرشيد بخصوص توزيع 30 قسيمة في منطقة العديلية بمساحة 1000 متر، وفي 11 يونيو 1963 تمت مناقشة الاستجواب، وتم الاكتفاء بالمناقشة برد الوزير.[22] تم تقديم استجواب إلى وزير الكهرباء والماء الشيخ جابر العلي السالم الصباح من قبل راشد صالح التوحيد بخصوص إيصال التيار الكهربائي وإنارة الشوارع ومد أنابيب المياه وتحصيل الرسوم، وقد نوقش الاستجواب على مدار جلستين في 22 فبراير 1964 و3 مارس 1964.[23] في يوم 7 ديسمبر 1965 قدم النواب عبد الرزاق الخالد وسامي أحمد المنيس وعلي العمر وأحمد محمد الخطيب وراشد صالح التوحيد ويعقوب الحميضي وجاسم القطامي وسليمان المطوع إستقالتهم بسبب إقرار قوانين مقيدة للحريات.[24]
- مجلس 1967: اتهام عدد من المرشحين للحكومة بتزوير الانتخابات وذلك لتقليل مشاركة القوى المعارضة في المجلس. تم تقديم استجواب لوزير العدل خالد الجسار من قبل سليمان الذويخ وحمد مبارك العيار وناصر العصيمي، وقد تمت مناقشة الاستجواب في جلستين في 19 نوفمبر 1968 و26 نوفمبر 1968، وقد كان سبب الاستجواب هو معرفة العدد الصحيح للجنايات التي نظرتها محكمة الجنايات وفقدان ملفات عدد من القضايا.[25]
- مجلس 1971:تم تقديم استجواب إلى خالد العدساني وزير التجارة والصناعة من قبل سامي أحمد المنيس وعبد الله النيباري وعلي ثنيان الغانم من ثلاثة محاور، المحور الأول زيادة الأسعار والمحور الثاني النية بطرح قانون يقيض دور القطاع الخاص والمحور الثالث التفريق بين المواطنين في منح التراخيص لشركات الاستيراد، وقد تم التصويت في 23 مايو 1974، وقد وافق 13 نائب على طرح الثقة بالوزير، وبينما امتنع 30 نائب عن التصويت، وفشل تصويت طرح الثقة بالوزير.[26] تم تقديم استجواب في 4 يونيو 1974 إلى عبد الرحمن العتيقي وزير النفط ووزير المالية من قبل أحمد النفيسي وسالم المرزوق وعبد الله النيباري، وقد كان الاستجواب من ثلاثة محاور، المحور الأول علاقة الكويت مع شركات النفط الدولية والمحور الثاني معدل التصدير الكبير لدولة الكويت في فترة كان يجب التقليل من التصدير لزيادة أسعار النفط والمحور الثالث عدد الموظفين الكويتيون في شركة نفط الكويت، وقد تم طرح الثقة بالوزير.[27]
- مجلس 1975: بعد حل مجلس الأمة الكويتي 1975، بدأت تحدث تجمعات في أحد المساجد الشيعية وهو مسجد شعبان في منطقة الشرق للمطالبة بعودة الحياة النيابية والمحافظة على حقوق الشيعة في الكويت، وقد عرفت تلك الأحداث باسم أحداث مسجد شعبان [28]، وقد انضم إلى التجمع الشيعي بعض القوى الوطنية القومية مثل أحمد محمد الخطيب، وأخذ يلقي المحاضرات في المسجد عن ضرورة العودة إلى الحياة الديمقراطية، وقد قامت الشرطة الكويتية بالتصدي لهذه الندوات، وعلى إثر هذه الأحداث بسحب الجنسية الكويتية من إمام المسجد عباس المهري و18 فرد من أفراد عائلته، وقد أبعدوا عن الكويت إلى إيران، وقد أعيدت لهم الجنسية بعد حرب الخليج الثانية.[28]
- مجلس 1981: تم تغيير تقسيم الدوائر الانتخابية من عشرة دوائر إلى 25 دائرة. تم تقديم استجواب إلى وزير الصحة عبد الرحمن العوضي من قبل خليفة الجري، وموضوع الاستجواب هو تزويد العضو بكشف يتضمن أسماء المرضى الذي أوفدتهم الدولة للعلاج بالخارج، وقد تمت مناقشة الاستجواب في 9 فبراير 1982.[29] تم تقديم استجواب إلى وزير الشؤون الاجتماعية والعمل ووزير الإسكان حمد عيسى الرجيب من قبل مشاري العنجري وخالد سلطان وخالد الجميعان، وسبب الاستجواب هو التجاوزات التي حدثت في توزيع الوحدات السكنية من قبل الوزارة، وقد تمت مناقشة الاستجواب في 6 ديسمبر 1983، وقد سحب النواب الاستجواب بعد سماعهم رأي الوزير.[30] تم تقديم استجواب لوزير الكهرباء والماء خلف أحمد الخلف من قبل أحمد الطخيم، وموضوع الاستجواب هو عدم وصول المياه قليلة الملوحة إلى بيوت ذوي الدخل المحدود في منطقة بيان، وقد تمت مناقشة الاستجواب في 8 مايو 1984، وقد تم سحب الاستجواب بعد الاستماع إلى رأي الوزير.[31]
- مجلس 1985: في يوم 3 يوليو 1986 تم حل مجلس الأمة بأمر أميري، ومن الأسباب التي أدت إلى حل مجلس الأمة أزمة المناخ التي أثرت تأثيرا كبيرا على الكويت، وقد تم تشكيل لجنة برلمانية في 15 يونيو 1985 للتحقيق في الأزمة، وكان حمد الجوعان أحد أعضائها، حيث طلب من وزير المالية جاسم الخرافي صورة من محاضر اجتماعات البنك المركزي الكويتي وصورة من التقارير الخاصة بالنقد، ولكن الوزير رفض إعطائه هذه الوثائق لسريتها، مما أدى إلى طلب الحكومة لتفسير المادة 114 من الدستور، ولكن المحكمة الدستورية قضت بأنه من حق النائب السؤال عن هذه الوثائق، ومن الأسباب التي أدت إلى حل المجلس هي ظاهرة الاستجوابات، حيث تقدم عدد من النواب لاستجواب بعض الوزراء، إذ تقدم مبارك فهد الدويلة وأحمد الربعي وحمد الجوعان لاستجواب وزير العدل والشؤون القانونية الشيخ سلمان الدعيج الصباح، وبعد مناقشة الاستجواب تم طلب طرح الثقة من الوزير الذي استقال قبل يومين من انعقاد الجلسة الخاصة بطلب طرح الثقة، وشهد يوم 24 يونيو 1986 تقديم ثلاثة استجوابات. حيث تقدم النائب ناصر البناي وخميس عقاب وسامي المنيس باستجواب لوزير المالية والاقتصاد جاسم الخرافي، واستجواب آخر قدمه النواب مشاري العنجري وجاسم القطامي وعبد الله النفيسي لوزير النفط والصناعة الشيخ علي الخليفة الصباح، واستجواب ثالث قدمه محمد سليمان المرشد وفيصل الصانع وأحمد باقر لوزير المواصلات عيسى المزيدي.[32] كما تلا تلك الاستجوابات استجواب ضد وزير التربية د.حسن الإبراهيم، وقدمه كل من راشد سيف الحجيلان وأحمد نصار الشريعان في 1 يوليو 1986.[33]

### دواوين الاثنين وفترة الغزو العراقي
بعد أن حل الشيخ جابر الأحمد الجابر الصباح مجلس الأمة الكويتي 1985 في 3 يوليو 1986 و تعطيل بعض مواد الدستور، فقد اعترض عدد من النواب الذي كانوا في المجلس على ذلك، وفي الفترة من العام 1989 وحتى 1990 تم تنظيم ما يعرف باجتماعات دواوين الاثنين، وهي اجتماعات كانت تضم 26 نائبًا من نواب مجلس الأمة الكويتي 1985 في دواوين مختلفة، وقد كان هدف هذه الدواوين أن يتم الرجوع إلى دستور عام 1962 وإعادة الحياة النيابية مرة أخرى في الكويت، وقد حدثت مصادمات كبيرة بين الجماهير التي كانت تحضر إلى تلك الدواوين والشرطة الكويتية، وقد حدثت مداهمات لبعض تلك الدواوين، ولم تتوقف هذه الحركة إلا بعد أن قام الشيخ جابر الأحمد الجابر الصباح بخطاب دعا فيه إلى الحوار الوطني، وتم تأسيس بعد ذلك المجلس الوطني الكويتي، الذي قاطعه النواب بحجة عدم دستوريته، ولم تتوقف الاعتراضات إلا عندما انعقد مؤتمر جدة في 13 أكتوبر وحتى 15 أكتوبر 1990 في أثناء الغزو العراقي للكويت، حيث وعدت الحكومة بعودة الحياة النيابية مرة أخرى.

### فترة ما بعد الغزو (1992–2003)
- مجلس 1992:هو أول مجلس بعد انقطاع العمل النيابي لمدة 6 سنوات وبعد حرب الخليج الثانية. تم تقديم استجواب لأحمد الربعي وزير التربية والتعليم العالي من قبل مفرج نهار [34]، وسبب الاستجواب هو المخالفات في جامعة الكويت حول الإسكان والإيفاد للدراسة بالخارج والتعاقدات، وقد نوقش الاستجواب في 14 فبراير 1995 [35]، وقد تم تقديم طلب طرح الثقة فيه وفي جلسة التصويت تم تجديد الثقة بالوزير الربعي بفارق صوتين.[34]
- مجلس 1996: تم تقديم استجواب إلى وزير المالية ونائب رئيس مجلس الوزراء ناصر عبد الله الروضان من قبل سامي أحمد المنيس وأحمد المليفي ومشاري العصيمي، وقد نوقش الاستجواب في 15 يوليو 1997، وكان سبب الاستجواب هو تنظيم استغلال الأراضي الفضاء واستغلال أملاك الدولة.[36] تم تقديم استجواب إلى الشيخ سعود الناصر الصباح وزير الإعلام بشأن إدخال كتب ممنوعة إلى معرض الكتاب [37]، وقد قدم الاستجواب من قبل وليد الطبطبائي ومحمد العليم وفهد صالح الخنة، ونوقش في 17 فبراير و24 فبراير و10 مارس 1998 [38]، وقد استقالت الحكومة قبل طرح الاستجواب.[37] تم تقديم استجواب من قبل حسين القلاف لوزير الداخلية الشيخ محمد الخالد الصباح بسبب ضعف الإشراف وتدني مستوى الأداء ومخالفة الدستور وانتهاك حقوق الإنسان وغياب الإستراتيجية الأمنية وتضليل الرأي العام وإساءة استعمال السلطة والتعسف في إصدار القرارات، وقد نوقش الاستجواب في 16 يونيو 1998، وتم التصويت على نظر الاستجواب في جلسة سرية، وبعدها انسحب مقدم الاستجواب ليسقط الاستجواب.[38] تم تقديم استجواب من قبل عباس الخضاري لوزير الأوقاف والشؤون الإسلامية أحمد الكليب، وكان سبب الاستجواب وجود أخطاء في طباعة المصحف والتقصير الفاحش في المسؤوليات، وقد نوقش الاستجواب في 20 أبريل و4 مايو 1999، وقد تم تقديم طلب لطرح الثقة بالوزير بأغلبية 20 نائب، ولكن تم حل المجلس دستوريا قبل جلسة طرح الثقة.[38]
- مجلس 1999: تم تقديم استجواب لعادل الصبيح وزير الإسكان [39]، وقد قدم الاستجواب من قبل مرزوق الحبيني ومسلم البراك ووليد الجري، وكان سبب الاستجواب حول الرعاية السكنية ومخالفة المادة 131 من الدستور وحرمان البعض من بدل الإيجار وإلغاء طلبات الرعاية السكنية وتنازل الوزارة عن أموال عامة مستحقة على إحدى الشركات، ونوقش الاستجواب في 6 نوفمبر و20 نوفمبر و4 ديسمبر 2000 [38]، وقد تم رفض طلب طرح الثقة بالوزير.[39] تم تقديم استجواب إلى وزير العدل ووزير الأوقاف والشؤون الإسلامية سعد الهاشل من قبل حسين القلاف، وكان سبب الاستجواب هو التعسف والظلم في حق القاضي سليمان الطحيح وضعف الإشراف وتدني مستوى الأداء وإهمال مطاردة سراق المال العام ومحاكمتهم والضعف والإهمال في التصدي للفساد داخل قصر العدل، ولم تتم مناقشة الاستجواب بعد استقالة الحكومة في 29 يناير 2001.[38] تم تقديم استجواب إلى وزير العدل ووزير الأوقاف والشؤون الإسلامية أحمد باقر من قبل حسين القلاف، وسبب الاستجواب هو نفس الأسباب في الاستجواب الذي لم يناقش، وتمت مناقشة الاستجواب في 8 ديسمبر و23 ديسمبر و29 ديسمبر 2001 و8 يناير 2002، ورفض الاستجواب لعدم دستوريته.[38] تم تقديم استجواب إلى وزير التربية والتعليم العالي مساعد الهارون من قبل حسن جوهر، وسبب الاستجواب هو الإخلال الصارخ بالقوانين واللوائح المنظمة للجامعة وتفشي ظاهرة التسيب الرقابي والمحسوبية من قبل إدارة الجامعة والهدر في الأموال العامة ووجود تجاوزات مالية جسيمة على حساب المال العام، وقد نوقش الاستجواب في 1 أبريل 2002، وقدم اقتراح بإنشاء لجنة تحقيق.[38] تم تقديم استجواب إلى وزير المالية ووزير الدولة لشؤون التنمية الإدارية يوسف الإبراهيم [40]، وقد قدم الاستجواب مبارك الدويلة ومسلم البراك، وسبب الاستجواب هو الامتناع عن كشف ما صرفه البنك المركزي من أموال نقدية عامة للوزارات والمؤسسات الحكومية وعن تقديم مستندات الصرف، وقد نوقش الاستجواب في 24 يونيو 2002 [38]، وقد تم رفض طلب طرح الثقة بالوزير.[40] تم تقديم استجواب إلى وزير الكهرباء والماء ووزير الشؤون الاجتماعية والعمل طلال العيار من قبل حسين القلاف، وسبب الاستجواب التعيينات التي قام بها الوزير وحصرها على أبناء دائرته ومفاتيحه الانتخابية وبعض المقربين إليه، وقد نوقش الاستجواب في 16 ديسمبر 2002، وتم الاكتفاء بمناقشة الاستجواب.[38]
- مجلس 2003:تقديم استجواب إلى محمود النوري وزير المالية، وقد تم طرح الثقة فيه.[41] تقديم طلب بتقليص عدد الدوائر من 25 إلى 10، وقد تم رفضه.[42] تقدم عدد من النواب بطلب لطرح الثقة وزير الصحة محمد الجار لله وبعدها قدم استقالته.[43] في يوم 16 مايو 2005 وافق المجلس على إعطاء المرأة حق التصويت والانتخاب.[44] في 24 يناير 2006 نقل المجلس السلطات الأميرية إلى مجلس الوزراء بسبب عدم قدرة الأمير الشيخ سعد العبد الله السالم الصباح على أداء مهامه بداعي المرض.[45] في 29 يناير 2006 بايع المجلس بالاجماع الشيخ صباح الأحمد الجابر الصباح أميرًا للدولة بعد تسميته من مجلس الوزراء[46]

### فترة المشاركة النسائية وحل المجالس (2006–حتى الآن)
- مجلس 2006: شاركت المرأة للمرة الأولى في الانتخابات النيابية في الكويت. وقد تم تقليص الدوائر الانتخابية من 25 دائرة إلى 5 دوائر.[47] طلب إيقاف الشيخ محمد عبد الله المبارك الصباح عن رئاسة جهاز خدمة المواطن بسبب تدخله في الانتخابات، وقد تم رفض الطلب.[48] طلب إسقاط القروض، وقد تم رفضه.[49] تم تقديم استجواب إلى الشيخ أحمد عبد الله الأحمد الصباح وزير الصحة، وقد استقالت الحكومة على إثر الاستجواب.[50] تم تقديم طلب طرح الثقة بالوزير علي الجراح الصباح وزير النفط، وقد تمت الموافقة عليه.[51]
- مجلس 2008: تمت إسقاط عضوية النائبين مبارك الوعلان وعبد الله مهدي العجمي من المجلس بعد نجاح الطعن المقدم من النائبين عسكر العنزي وسعدون حماد العتيبي. في يوم 18 نوفمبر 2008 تقدم النواب وليد الطبطبائي وعبد الله البرغش ومحمد هايف بطلب استجواب رئيس مجلس الوزراء الشيخ ناصر المحمد الأحمد الصباح [52]، ويتألف الاستجواب من ثلاثة محاور، المحور الأول هو تردي وتراجع الخدمات العامة في الدولة وعجز الحكومة عن معالجتها رغم توافر جميع الإمكانات لها، والمحور الثاني زيادة مظاهر الفساد الإداري وهدر الأموال العامة، والمحور الثالث هو تراجع الحكومة عن قراراتها وإلغاء المراسيم الأميرية المتكرر تحت الضغوط مما يهدد دولة المؤسسات والقانون ويفقد الثقة بالدولة ويعطل التنمية لاهتزاز ثقة المتعاملين مع الدولة بها.[53] وفي يوم 13 يناير 2009 صوت مجلس الأمة برفع الحصانة على ستة نواب وهم محمد العبيد ورجا الحجيلان وحسين قويعان ومحمد هايف وسعدون حماد العتيبي وعصام الدبوس بسبب قضايا انتخابات فرعية وشراء أصوات، بينما رفض رفع الحصانة عن محمد الصقر وحسن جوهر بسبب جنح صحفية وعن النائب محمد الحويلة في قضية انتخابات فرعية.[54] وفي يوم 14 يناير 2009 صوت أعضاء مجلس الأمة على تحويل رواتبهم لشهر كامل إلى ضحايا الهجوم الإسرائيلي على غزة (2008-2009).[55] في يوم 1 مارس 2009 تقدم النائب د. فيصل المسلم بصحيفة استجواب إلى سمو رئيس مجلس الوزراء الشيخ ناصر المحمد الصباح وتضمن الاستجواب محوراً واحدا يتعلق بتجاوزات مصروفات ديوان.[56] في يوم 2 مارس 2009 تقدمت حدس (الحركة الدستورية الإسلامية) ممثلة بالنائب ناصر الصانع، عبد العزيز الشايجي ود. جمعان الحربش بصحيفة استجواب إلى سمو رئيس مجلس الوزراء الشيخ ناصر المحمد الصباح وتضمن الاستجواب 5 محاور [57] في يوم 9 مارس 2009 تقدم النائب محمد هايف بصحيفة استجواب إلى سمو رئيس مجلس الوزراء الشيخ ناصر المحمد الصباح وتضمن الاستجواب محوراً واحدا يتعلق بمسؤولية سمو رئيس مجلس الوزراء عن: تجاوزات رئيس لجنة متابعة القرارات الأمنية ورئيس لجنة ازالة التعديات على املاك الدولة والمظاهر غير المرخصة - بهدم وازالة مسجد الفنيطيس الذي يعد من المساجد الأثرية والتراثية الواجب المحافظة عليها وعدم الحاق الضرر بها.[58] بهذا يرتفع عدد الاستجوابات المقدمة لرئيس مجلس الوزراء إلى 3 استجوابات. تم في يوم 18 مارس 2009 حل مجلس الأمة حلاً دستورياً طبقاً للمادة 107 من الدستور الكويتي على أن تتم الانتخابات التشريعية في منتصف مايو.
- مجلس 2009: شاركت المرأة الكويتية كنائبة وعضوة في المجلس لأول مرة في تاريخ الحياة البرلمانية وذلك من خلال أربعة نساء وهم: أسيل العوضي وسلوى الجسار ومعصومة المبارك ورولا دشتي. قدم النائب مسلم البراك استجوابًا إلى وزير الداخلية الشيخ جابر الخالد الصباح من ثلاثة محاور، الأول هو التفريط بالأموال العامة للدولة وعدم اتباع الإجراءات القانونية بالمقررة في شان المناقصات العامة ووجود شبهة التنفيع في عقد عمل وتوريد الإعلانات الإرشادية للناخبين وتركيبها في كاف مراكز الضواحي وافرعها خلال انتخابات الفصل التشريعي ال12 لمجلس الأمة، والمحور الثاني هو الإساءة إلى العملية الانتخابية لعضوية مجلس الأمة، والمحور الثالث هو نصب كاميرات تلفزيونية متطورة ذات تقنيات أمنية في ساحة الإرادة. وقد تمت مناقشة الاستجواب في جلسة يوم 23 يونيو 2009[59]، وبعد الانتهاء من مناقشة محاور الاستجواب تقدم عشرة نواب هم غانم الميع وضيف الله بورمية والصيفي مبارك الصيفي ومبارك الوعلان وسالم النملان وفلاح الصواغ وخالد الطاحوس وسعدون حماد العتيبي وحسين مزيد وأحمد السعدون بطلب لطرح الثقة في الوزير، وقد تقرر طرح الطلب للتصويت في جلسة بعد 8 أيام وفقًا للمادة 143 للائحة الداخلية.[60] كما قدم النائب فيصل المسلم استجواب لرئيس مجلس الوزراء الشيخ ناصر المحمد الأحمد الصباح ويعتبر أول استجواب لرئيس مجلس وزراء في الكويت، وقدم النائب مسلم البراك استجواب اخر لوزير الداخلية جابر خالد جابر الصباح، وقدم النائب ضيف الله بورمية استجواب لوزير الدفاع الشيخ جابر مبارك الحمد الصباح، وقدم النائب مبارك الوعلان استجواب لوزير البلدية ووزير الاشغال العامة الدكتور فاضل صفر وقدم النائب علي الدقباسي استجواب لوزير الاعلام الشيخ أحمد عبد الله الأحمد الصباح. في 16 نوفمبر 2011 أقيمت احتجاجات تندد برئيس الوزراء أمام مجلس الأمة، وتلى هذه المظاهرة اقتحام مبنى مجلس الأمة من قبل بعض المحتجين والنواب فيما عرف لاحقاً بالأربعاء الأسود.[61] وتلى هذه الاحتجاج تصعيد سياسي حتى قدم رئيس مجلس الوزراء استقالته يوم 28 نوفمبر 2011،[62] وعين الشيخ جابر المبارك الصباح رئيساً للوزراء وأدى القسم الدستوري أمام أمير الكويت في 4 ديسمبر 2011. وفي 6 ديسمبر 2011 قام أمير الكويت الشيخ صباح الأحمد الصباح بحل المجلس والدعوة لانتخابات مبكرة، والسبب في مرسوم الحل:[63]

شعار مجلس الأمة الكويتي القديم

- مجلس فبراير 2012: أجريت الانتخابات في 2 فبراير 2012. وقد عقدت الجلسة الافتتاحية في 15 فبراير 2012. وتم اختيار في هذه الجلسة أحمد عبد العزيز السعدون ليكون رئيس المجلس، وخالد سلطان بن عيسى نائباً له. أقيمت الجلسة الافتتاحية لدور الانعقاد العادي الأول للفصل التشريعي الرابع عشر في 15 فبراير 2012، وتقدم كل من أحمد عبد العزيز السعدون ومحمد جاسم الصقر ترشيحهما لمنصب رئيس المجلس، وحاز أحمد السعدون على أغلبية أصوات المجلس ب38 صوت مقابل 26 صوتاً. كما تقدم كل من خالد سلطان بن عيسى وعدنان عبد الصمد وعبيد محمد الوسمي لمنصب نائب الرئيس، وحاز خالد بن عيسى على الأغلبية ب35 صوتاً مقابل 24 صوت لعدنان عبد الصمد و6 أصوات لعبيد الوسمي.[64] اتخذ المجلس قرار بالإجماع وفقا للائحة الداخلية لمجلس الأمه يقتضي بحرمان محمد الجويهل من دخول قاعة عبد الله السالم واللجان الداخلية للمجلس لمدة أسبوعين وذلك بسبب قيامه بالبصق على زميله حمد المطر في 9 مايو 2012.[65] في 18 يونيو 2012 صدر مرسوم أميري يؤجل انعقاد اجتماعات مجلس الامة لمدة شهر وفقا للمادة 106 من الدستور الكويتي وهي من صلاحيات الأمير إلا أنها المرة الأولى التي تفعل في الحياة البرلمانية بغرض التهدئة.[66] وفي 20 يونيو 2012 حكمت المحكمة الدستورية ببطلان حل مجلس الأمة الكويتي 2009 وإجراءات الدعوة لانتخابات مجلس 2012، وبذلك يعود مجلس 2009 والنواب الممثلين فيه للانعقاد وفق الأطر الدستورية. ويعتبر مجلس 2012 لاغياً مع إبقاء القوانين الصادرة في تلك الفترة. واستندت المحكمة الدستورية قرارها على أن طلب حل مجلس 2009 جاء من وزارة زالت عنها الصفة بقبول استقالتها بالكامل، كما قام رئيس الوزراء الجديد بالاجتماع بوزراء زالت منهم الصفة بسبب قبول استقالة الحكومة السابقة، وبذلك قد رفع كتاب عدم التعاون من مجلس وزراء يتألف من رئيس المجلس فقط وبذلك يكون خالف المادة 107 من الدستور الكويتي. ويعتبر حكم المحكمة الدستورية بإعادة مجلس منحل الأول من نوعة في الحياة البرلمانية الكويتية [67]
- مجلس ديسمبر 2012: جاء مجلس الأمة الكويتي لعام 2012 ديسمبر أو الفصل التشريعي الخامس عشر بعد أن تم حل مجلس الأمة الكويتي (فبراير 2012) من قبل المحكمة الدستورية وعودة مجلس الامة 2009 ومن ثم حل مجلس 2009 من قبل امير الكويت صباح الأحمد الجابر الصباح للمرة الثانية [68] والدعوة للأنتخابات والتي اجريت في 1 ديسمبر 2012م. في 20 يونيو 2012 حكمت المحكمة الدستورية ببطلان حل مجلس الأمة الكويتي 2009 وإجراءات الدعوة لانتخابات مجلس 2012، وبذلك يعود مجلس 2009 والنواب الممثلين فيه للانعقاد وفق الأطر الدستورية. ويعتبر مجلس 2012 لاغياً مع إبقاء القوانين الصادرة في تلك الفترة. واستندت المحكمة الدستورية قرارها على أن طلب حل مجلس 2009 جاء من وزارة زالت عنها الصفة بقبول استقالتها بالكامل، كما قام رئيس الوزراء الجديد بالاجتماع بوزراء زالت منهم الصفة بسبب قبول استقالة الحكومة السابقة، وبذلك قد رفع كتاب عدم التعاون من مجلس وزراء يتألف من رئيس المجلس فقط وبذلك يكون خالف المادة 107 من الدستور الكويتي. ويعتبر حكم المحكمة الدستورية بإعادة مجلس منحل الأول من نوعة في الحياة البرلمانية الكويتية [69] حسمت المحكمة الدستورية بالكويت الجدل المتعلق بنظام الصوت الواحد الذي استخدم في انتخابات مجلس الامة ديسمبر 2012 لأول مرة بعد ان كان بنظام الاربع اصوات بعد أن أصدرت في يوم 16 يونيو 2013م حكما يقضي بحل مجلس الأمة والاستمرار بنظام الصوت الواحد والدعوة لأنتخابات عامة لاختيار مجلس جديد خلال 60 يوم والتي اجريت لاحقا في تاريخ 27 يوليو 2013 وشكلت مجلس 2013.
- مجلس 2013: تم عقد أول جلسات مجلس الامة في 6 أغسطس 2013 وفاز بمنصب رئيس مجلس الامة النائب مرزوق الغانم ومنصب نائب رئيس مجلس الامة النائب مبارك الخرينج وافتتح سمو امير البلاد الامير صباح الأحمد الجابر الصباح وتم توزيع أعمال اللجان علي أعضاء المجلس بالانتخاب وبالتزكية في بعض اللجان ورفع الرئيس الجلسة الافتتاحية على أن يعود المجلس إلى الانعقاد في الثلث الاخير من شهر أكتوبر 2013م [70] قدم النواب رياض العدساني وعبد الكريم الكندري وحسين قويعان وعلي الراشد وصفاء الهاشم استقالتهم وقد وافق عليها المجلس.[71]
- مجلس 2016: أُجريت انتخابات مجلس الأمة الكويتي 2016 أو الفصل التشريعي السابع عشر بعد أن تم حل مجلس الأمة الكويتي 2013 من قبل المحكمة الدستورية وقد نجح 50 مرشح في الانتخابات التي أجريت في يوم السبت 26 نوفمبر 2016م. عُقدت أولى الجلسات في 11 ديسمبر 2016 بعد افتتاح من سمو أمير البلاد الشيخ صباح الأحمد الجابر الصباح. وفاز بمنصب الرئيس مرزوق الغانم. وفاز بمنصب نائب الرئيس عيسى الكندري. نسبة التغيير وصلت إلى 62% عن مجلس 2013،[72] إذ لم ينجح من المجلس السابق سوى 19 نائباً. وهي ثالث انتخابات تجري بالصوت الواحد. حصلت امرأة واحدة فقط من العنصر النسائي على مقعد في البرلمان. فاز الشيعة بستة مقاعد. بينما شهدت الانتخابات تراجعاً ملحوظاً لقبيلتي العوازم والمطير. حصل ثامر السويط على أعلى عددٍ من الأصوات في جميع الدوائر بلغ العدد 5601 صوتاً.
- مجلس الأمة الكويتي 2020: أُجريت انتخابات مجلس الأمة الكويتي 2020 للفصل التشريعي الثامن عشر بعد أن أكمل مجلس الأمة الكويتي 2016 مدته الدستورية، وقد نجح 50 مُرشح في الانتخابات التي أُجريت في يوم السبت 5 ديسمبر 2020. وأُصدر مرسومًا أميرًيا من قبل أمير البلاد الشيخ نواف الأحمد الجابر الصباح بدعوى مجلس الأمة للانعقاد أولى جلساته في 15 ديسمبر 2020.[73]
- مجلس الأمة الكويتي 2022: أُجريت انتخابات مجلس الأمة الكويتي 2022 للفصل التشريعي التاسعة عشر بعد حل مجلس الأمة الكويتي 2020، وقد نجح 50 مُرشح في الانتخابات بينهم إمرأتين، والتي أُجريت في يوم الخميس 29 سبتمبر 2022، في 19 مارس 2023، أعلنت المحكمة الدستورية عن إبطال العملية الانتخابية برمتها، وعودة مجلس الأمة الكويتي 2020.[74]

## أحداث رئيسية في مجلس الأمة الكويتي
- 1976 حل مجلس الأمة على يد أمير الكويت الشيخ صباح السالم الصباح وتعليق بعض مواد الدستور الخاصة بالانتخابات.[75]
- 1981 عودة الحياة البرلمانية بعد تغيير نظام الدوائر الانتخابية من 10 دوائر إلى 25 دائرة.
- 1986 حل مجلس الأمة على يد أمير الكويت الشيخ جابر الأحمد الجابر الصباح وتعليق بعض مواد الدستور الخاصة بالانتخابات.
- 1992 عودة الحياة النيابية مجددًا بعد تحرير دولة الكويت.
- 5 مايو 1999 حل مجلس الأمة على يد أمير الكويت جابر الأحمد الصباح والدعوة لانتخابات جديدة.
- 23 نوفمبر 1999 مجلس الأمة يرفض مرسوما أميريا بمنح المرأة حق التصويت والترشيح الكامل في مجلس الأمة.
- 16 مايو 2005 قرر مجلس الأمة رسميا السماح للنساء بالتصويت في الانتخابات والترشيح لعضوية مجلس الأمة (كانت هناك محاولات عديدة باءت بالفشل قبل سنوات عديدة أشهرها عام 1999).
- 24 يناير 2006 مجلس الأمة يصوت على نقل السلطات الأميرية للشيخ سعد العبد الله السالم الصباح إلى مجلس الوزراء بصورة نهائية وذلك بداعي المرض.
- 29 يناير 2006 أمير الكويت صباح الأحمد الجابر الصباح يؤدي القسم الدستوري أمام المجلس ليكون الأمير الخامس عشر للكويت بعد تصويت المجلس لانتخابه أميراً للكويت بالإجماع.
- 21 مايو 2006 حل مجلس الأمة على يد أمير الكويت الشيخ صباح الأحمد الجابر الصباح والدعوة لانتخابات جديدة.
- 19 مارس 2008 حل مجلس الأمة على يد أمير الكويت الشيخ صباح الأحمد الجابر الصباح والدعوة لانتخابات جديدة.
- 18 مارس 2009 حل مجلس الأمة على يد أمير الكويت الشيخ صباح الأحمد الجابر الصباح والدعوة لانتخابات جديدة.
- 16 نوفمبر 2011 مواطنون كويتيون يقتحمون مجلس الامة .[76]
- 29 نوفمبر 2011 قبول استقالة رئيس مجلس الوزراء السابق ناصر المحمد الأحمد الصباح، وتعيين جابر مبارك الحمد الصباح خلفا.
- 6 ديسمبر 2011 حل مجلس الأمة على يد أمير الكويت الشيخ صباح الأحمد الجابر الصباح والدعوة لانتخابات جديدة.
- 4 فبراير 2012 حققت المعارضة الكويتية بقيادة الإسلاميين فوزا ساحقا في انتخابات مجلس الامة إذ باتت تسيطر على 34 مقعدا من اصل خمسين، فيما خرجت المرأة من البرلمان وتكبد الليبراليون خسارة كبيرة، بحسب النتائج الرسمية.
- 15 فبراير 2012 أحمد السعدون رئيسا جديدا لمجلس الأمة الكويتي.
- 20 يونيو 2012 المحكمة الدستورية تعلن بطلان مجلس فبراير 2012 وتعيد مجلس 2009 كأن الحل لم يكن وذالك لبطلان حل مجلس 2009.
- 7 أكتوبر 2012 صدورُ مرسومٍ بحل مجلس الأمة 2009
- 1 ديسمبر 2012 انتخابات مجلس الأمة
- 16 يونيو 2013 المحكمة الدستورية تعلن بطلان المجلس ديسمبر 2012 وتحصين مرسوم الصوت واحد.
- 16 أكتوبر 2016 حل مجلس الأمة على يد أمير الكويت الشيخ صباح الأحمد الجابر الصباح والدعوة لانتخابات جديدة.
- 19 نوفمبر 2019 صدور مرسوم أميري بتعيين صباح الخالد الحمد الصباح رئيسًا لمجلس الوزراء بعد إعتذار جابر المبارك عن المُهمة.
- 2 أغسطس 2022 صدور مرسومٍ بحل مجلس الأمة 2020.
- 29 سبتمبر 2022 انتخابات مجلس الأمة 2022
- 19 مارس 2023 المحكمة الدستورية تعلن بطلان مجلس الأمة 2022 وتعيد مجلس الأمة 2020 كأن الحل لم يكن وذلك لبطلان حل مجلس الأمة 2020.
- 1 مايو 2023 صدور مرسوماً بحل مجلس الأمة 2020.
- 15 فبراير 2024، صدور مرسومٍ بحل مجلس الأمة الذي انتخب في يونيو 2023.[11][77][78][79]
- 10 مايو 2024 حل مجلس الأمة على يد أمير الكويت الشيخ مشعل أحمد الجابر الصباح وتعليق بعض مواد الدستور لمدة لا تزيد عن أربع سنوات.[80]

## قائمة الانتخابات ومجالس الأمة

### انتخابات مجلس الأمة الكويتي
| - انتخابات مجلس الأمة الكويتي 1963 - انتخابات مجلس الأمة الكويتي 1967 - انتخابات مجلس الأمة الكويتي 1971 - انتخابات مجلس الأمة الكويتي 1975 - انتخابات مجلس الأمة الكويتي 1981 | - انتخابات مجلس الأمة الكويتي 1985 - انتخابات مجلس الأمة الكويتي 1992 - انتخابات مجلس الأمة الكويتي 1996 - انتخابات مجلس الأمة الكويتي 1999 - انتخابات مجلس الأمة الكويتي 2003 | - انتخابات مجلس الأمة الكويتي 2006 - انتخابات مجلس الأمة الكويتي 2008 - انتخابات مجلس الأمة الكويتي 2009 - انتخابات مجلس الأمة الكويتي (فبراير 2012) - انتخابات مجلس الأمة الكويتي (ديسمبر 2012) | - انتخابات مجلس الأمة الكويتي 2013 - انتخابات مجلس الأمة الكويتي 2016 - انتخابات مجلس الأمة الكويتي 2020 - انتخابات مجلس الأمة الكويتي 2022 - انتخابات مجلس الأمة الكويتي 2023 - انتخابات مجلس الأمة الكويتي 2024 |

### مجالس الأمة
| المجلس                  | بداية الفترة   | نهاية الفترة   | الفصل التشريعي            |
| ----------------------- | -------------- | -------------- | ------------------------- |
| مجلس الأمة الكويتي 1963 | 29 يناير 1963  | 29 يناير 1967  | الفصل التشريعي الأول      |
| مجلس الأمة الكويتي 1967 | 7 فبراير 1967  | 7 فبراير 1971  | الفصل التشريعي الثاني     |
| مجلس الأمة الكويتي 1971 | 10 فبراير 1971 | 10 فبراير 1975 | الفصل التشريعي الثالث     |
| مجلس الأمة الكويتي 1975 | 11 فبراير 1975 | 29 أغسطس 1976  | الفصل التشريعي الرابع     |
| مجلس الأمة الكويتي 1981 | 9 مارس 1981    | 9 مارس 1985    | الفصل التشريعي الخامس     |
| مجلس الأمة الكويتي 1985 | 9 مارس 1985    | 3 يوليو 1986   | الفصل التشريعي السادس     |
| مجلس الأمة الكويتي 1992 | 20 أكتوبر 1992 | 20 أكتوبر 1996 | الفصل التشريعي السابع     |
| مجلس الأمة الكويتي 1996 | 20 أكتوبر 1996 | 4 مايو 1999    | الفصل التشريعي الثامن     |
| مجلس الأمة الكويتي 1999 | 17 يوليو 1999  | 17 يوليو 2003  | الفصل التشريعي التاسع     |
| مجلس الأمة الكويتي 2003 | 19 يوليو 2003  | 21 مايو 2006   | الفصل التشريعي العاشر     |
| مجلس الأمة الكويتي 2006 | 12 يوليو 2006  | 19 مارس 2008   | الفصل التشريعي الحادي عشر |
| مجلس الأمة الكويتي 2008 | 1 يونيو 2008   | 17 مارس 2009   | الفصل التشريعي الثاني عشر |
| مجلس الأمة الكويتي 2009 | 31 مايو 2009   | 7 أكتوبر 2012  | الفصل التشريعي الثالث عشر |
| مجلس الأمة الكويتي 2013 | 6 أغسطس 2013   | 16 أكتوبر 2016 | الفصل التشريعي الرابع عشر |
| مجلس الأمة الكويتي 2016 | 11 ديسمبر 2016 | 11 ديسمبر 2020 | الفصل التشريعي الخامس عشر |
| مجلس الأمة الكويتي 2020 | 15 ديسمبر 2020 | 1 مايو 2023    | الفصل التشريعي السادس عشر |
| مجلس الأمة الكويتي 2023 | 20 يونيو 2023  | 15 فبراير 2024 | الفصل التشريعي السابع عشر |

#### مجالس مبطلة دستورياً
| المجلس                                                                                     | بداية الفترة   | نهاية الفترة  | سبب الإبطال                                               |
| ------------------------------------------------------------------------------------------ | -------------- | ------------- | --------------------------------------------------------- |
| مجلس الأمة الكويتي (فبراير 2012)                                                           | 15 فبراير 2012 | 20 يونيو 2012 | بطلان مرسوم حل مجلس الأمة 2009                            |
| مجلس الأمة الكويتي (ديسمبر 2012)                                                           | 16 ديسمبر 2012 | 16 يونيو 2013 | بطلان المرسوم بقانون بشأن أنشاء اللجنة الوطنية للانتخابات |
| مجلس الأمة الكويتي 2022                                                                    | 18 أكتوبر 2022 | 19 مارس 2023  | بطلان مرسوم حل مجلس الأمة 2020                            |
| ملاحظة: تم إبطال هذه المجالس بقرار من المحكمة الدستورية حيث تعتبر هذه المجالس كأنها لم تكن |                |               |                                                           |

## رئاسة مجلس الأمة
رئيس مجلس الأمة هو أعلى منصب في المجلس حيث أنه وفقاً للمادة 92 من الدستور يختار مجلس الأمة في أول جلسة له من بين أعضائه رئيساً للمجلس ونائباً للرئيس لمثل مدة المجلس ويكون الأنتخاب بالأغلبية المطلقة للحاضرين فإن لم تتحقق الأغلبية في المرة الأولى يعاد الانتخاب بين الاثنين الحاصلين على أكثر الأصوات فإن تساوى مع ثانيهما غيره اشترك معهما في انتخاب المرة الثانية ويكون الانتخاب في هذه الحالة بالأغلبية النسبية فإن تساوى أكثر من واحد في الحصول على الأغلبية النسبية تم الاختيار بينهم بالقرعة ويرأس الجلسة الأولى أكبر الأعضاء سناً لحين اختيار الرئيس، ويكون انتخاب رئيس مجلس الأمة خلال الجلسة عن طريق الانتخاب السري.

### صلاحيات رئيس مجلس الأمة
- رئاسة جلسات المجلس والدعوة لعقدها
- الاشراف على جميع أعمال المجلس
- الاشراف على الأمانة العامة للمجلس
- تمثيل المجلس في اتصاله بالهيئات الأخرى ويتحدث بإسمه
- حفظ النظام داخل المجلس
- رئاسة مكتب المجلس
- توقيع العقود باسم المجلس

ويتولى نائب الرئيس صلاحيات الرئيس في حال غيابه

### رؤساء مجلس الأمة
| رقم | الأسم                      | الصورة                    | فترة تولي المنصب | فترة تولي المنصب      | الفصل التشريعي            |
| --- | -------------------------- | ------------------------- | ---------------- | --------------------- | ------------------------- |
| 1   | عبدالعزيز حمد الصقر        |                           | 29 يناير 1963    | 5 يناير 1965          | الفصل التشريعي الأول      |
| 2   | سعود عبدالعزيز العبدالرزاق |                           | 5 يناير 1965     | 29 يناير 1967         | الفصل التشريعي الأول      |
| 3   | أحمد زيد السرحان           |                           | 7 فبراير 1967    | 7 فبراير 1971         | الفصل التشريعي الثاني     |
| 4   | خالد صالح الغنيم           |                           | 10 فبراير 1971   | 29 أغسطس 1976         | الفصل التشريعي الثالث     |
| 4   | خالد صالح الغنيم           | الفصل التشريعي الرابع     | 10 فبراير 1971   | 29 أغسطس 1976         |                           |
| 5   | محمد يوسف العدساني         |                           | 9 مارس 1981      | 9 مارس 1985           | الفصل التشريعي الخامس     |
| 6   | أحمد عبدالعزيز السعدون     |                           | 9 مارس 1985      | 3 يوليو 1986          | الفصل التشريعي السادس     |
| 6   | أحمد عبدالعزيز السعدون     | 20 أكتوبر 1992            | 4 مايو 1999      | الفصل التشريعي السابع |                           |
| 6   | أحمد عبدالعزيز السعدون     | 20 أكتوبر 1992            | 4 مايو 1999      | الفصل التشريعي الثامن |                           |
| 7   | جاسم محمد الخرافي          |                           | 17 يوليو 1999    | 7 أكتوبر 2012         | الفصل التشريعي التاسع     |
| 7   | جاسم محمد الخرافي          | الفصل التشريعي العاشر     | 17 يوليو 1999    | 7 أكتوبر 2012         |                           |
| 7   | جاسم محمد الخرافي          | الفصل التشريعي الحادي عشر | 17 يوليو 1999    | 7 أكتوبر 2012         |                           |
| 7   | جاسم محمد الخرافي          | الفصل التشريعي الثاني عشر | 17 يوليو 1999    | 7 أكتوبر 2012         |                           |
| 7   | جاسم محمد الخرافي          | الفصل التشريعي الثالث عشر | 17 يوليو 1999    | 7 أكتوبر 2012         |                           |
| 8   | مرزوق علي الغانم           |                           | 6 أغسطس 2013     | 1 مايو 2023           | الفصل التشريعي الرابع عشر |
| 8   | مرزوق علي الغانم           | الفصل التشريعي الخامس عشر | 6 أغسطس 2013     | 1 مايو 2023           |                           |
| 8   | مرزوق علي الغانم           | الفصل التشريعي السادس عشر | 6 أغسطس 2013     | 1 مايو 2023           |                           |
| 9   | أحمد عبدالعزيز السعدون     |                           | 20 يونيو 2023    | 15 فبراير 2024        | الفصل التشريعي السابع عشر |

### نواب رئيس مجلس الأمة
| رقم | الاسم                       | الصورة         | توّلى المنصب    | ترك المنصب            | الفصل التشريعي                |
| --- | --------------------------- | -------------- | -------------- | --------------------- | ----------------------------- |
| 1   | سعود عبدالعزيز العبد الرزاق |                | 29 يناير 1963  | 5 يناير 1965          | الفصل التشريعي الأول          |
| 2   | أحمد زيد السرحان            |                | 5 يناير 1965   | 29 يناير 1967         | الفصل التشريعي الأول          |
| 3   | خالد صالح الغنيم            |                | 7 فبراير 1967  | 7 فبراير 1971         | الفصل التشريعي الثاني         |
| 4   | يوسف خالد المخلد            |                | 10 فبراير 1971 | 10 فبراير 1975        | الفصل التشريعي الثالث         |
| 5   | أحمد عبدالعزيز السعدون      |                | 11 فبراير 1975 | 29 أغسطس 1976         | الفصل التشريعي الرابع         |
| 5   | أحمد عبدالعزيز السعدون      | 9 مارس 1981    | 9 مارس 1985    | الفصل التشريعي الخامس |                               |
| 6   | صالح يوسف الفضالة           |                | 9 مارس 1985    | 3 يوليو 1986          | الفصل التشريعي السادس         |
| 6   | صالح يوسف الفضالة           | 20 أكتوبر 1992 | 20 أكتوبر 1996 | الفصل التشريعي السابع |                               |
| 7   | طلال مبارك العيار           |                | 20 أكتوبر 1996 | 4 مايو 1999           | الفصل التشريعي الثامن         |
| 8   | مشاري جاسم العنجري          |                | 17 يوليو 1999  | 21 مايو 2006          | الفصل التشريعي التاسع والعاشر |
| 9   | الدكتور محمد محسن البصيري   |                | 12 يوليو 2006  | 19 مارس 2008          | الفصل التشريعي الحادي عشر     |
| 10  | فهد دهيسان اللميع           |                | 1 يونيو 2008   | 17 مارس 2009          | الفصل التشريعي الثاني عشر     |
| 11  | عبدالله يوسف الرومي         |                | 31 مايو 2009   | 7 أكتوبر 2012         | الفصل التشريعي الثالث عشر     |
| 12  | مبارك بنيه الخرينج          |                | 6 أغسطس 2013   | 16 أكتوبر 2016        | الفصل التشريعي الرابع عشر     |
| 13  | عيسى أحمد الكندري           |                | 11 ديسمبر 2016 | 11 ديسمبر 2020        | الفصل التشريعي الخامس عشر     |
| 14  | أحمد خليفة الشحومي          |                | 15 ديسمبر 2020 | 1 مايو 2023           | الفصل التشريعي السادس عشر     |
| 15  | محمد براك المطير            |                | 20 يونيو 2023  | 15 فبراير 2024        | الفصل التشريعي السابع عشر     |

## مواضيع متعلقة
- سياسة الكويت.
- الدوائر الانتخابية في الكويت.
- استجوابات مجلس الأمة الكويتي.

## كتب
- الكويت: الرأي الآخر، د. عبدالله النفيسي، 1978
- الكويت والديمقراطية، الديوان الأميري، 1995.
- الانتخابات والترشيح في النظام البرلماني الكويتي، علي عبد الرسول الموسى، 1996.
- ولادة دستور الكويت، أحمد علي ديين، 1996.
- مسيرة الديمقراطية في الكويت، مركز المعلومات والأبحاث، كونا، 1999.
- كويت (21) رؤية واقعية، غازي الربيعان، الجمعية الكويتية للدراسات والبحوث المتخصصة، 2000.
- مجلس الأمة ودوره في الدبلوماسية البرلمانية، إدارة البحوث والدراسات بمجلس الأمة، 2006.
- وقائع ووثائق دواوين الأثنين، يوسف المباركي، 2008.
- حل تحول إلى حقيقة، كونا، 2008.[81]

## وصلات خارجية
- موقع مجلس الأمة.